# Powłocznica popielata

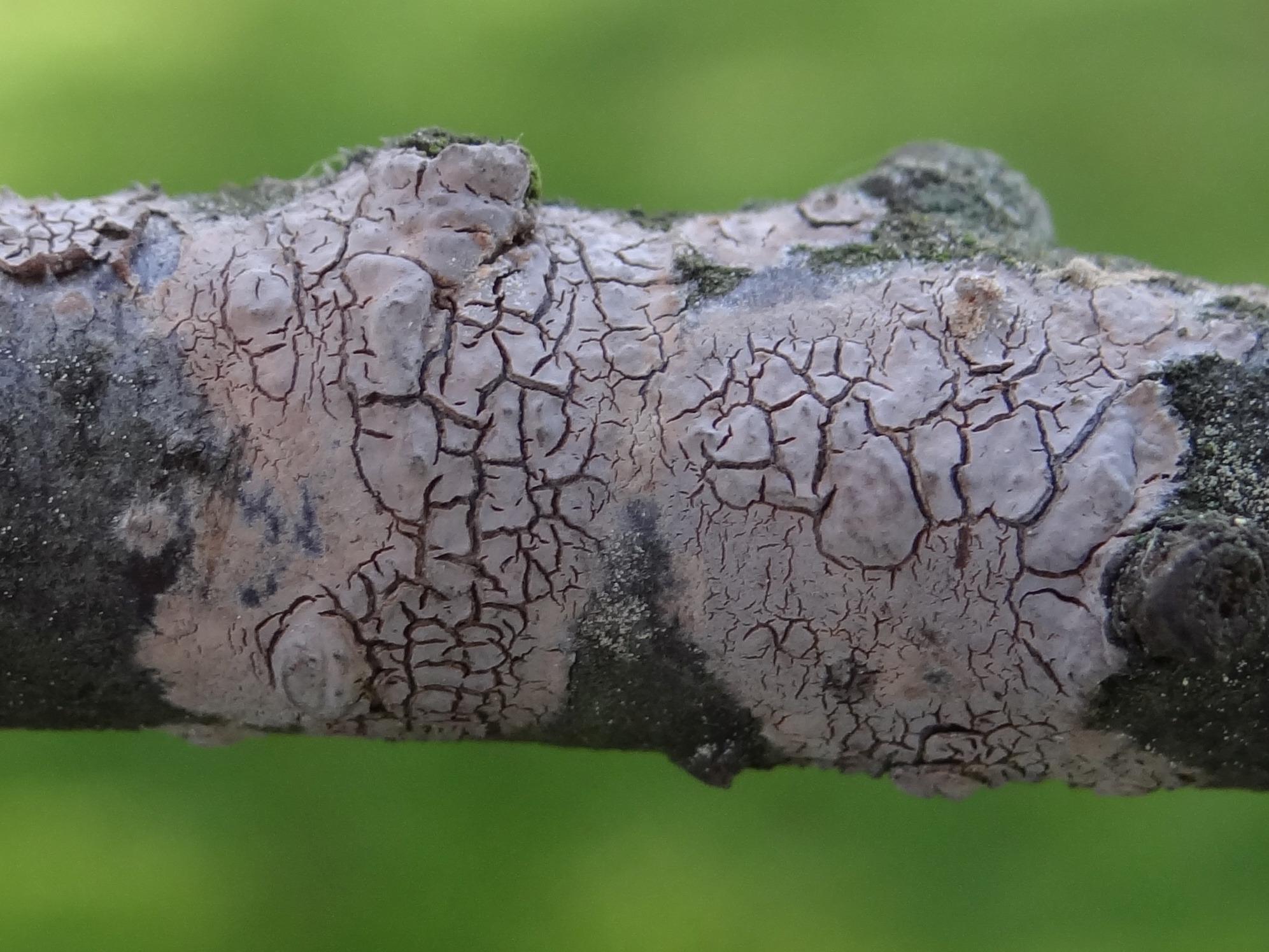

Powłocznica popielata (Peniophora cinerea (Pers.) Cooke) – gatunek grzybów należący do rodziny powłocznicowatych (Peniophoraceae).

## Systematyka i nazewnictwo
Pozycja w klasyfikacji według Index Fungorum: Peniophora, Peniophoraceae, Russulales, Incertae sedis, Agaricomycetes, Agaricomycotina, Basidiomycota, Fungi.
Po raz pierwszy takson ten zdiagnozował w 1794 r. Christian Hendrik Persoon nadając mu nazwę Corticium cinereum. Obecną, uznaną przez Index Fungorum nazwę nadał mu w 1879 r. Mordecai Cubitt Cooke, przenosząc go do rodzaju Peniophora.
Nazwę polską podał Władysław Wojewoda w 1973 r. W polskim piśmiennictwie mykologicznym gatunek ten opisywany był też pod nazwami: pleśniak popielaty, płaskosz popielaty, powłocznik popielaty. Synonimów naukowych ma ponad 30.

## Morfologia
Owocnik
Tworzy jednoroczny, resupinowaty owocnik całą powierzchnią przylegający do podłoża. Jest on cienki i błoniasty. Pojawia się w postaci niewielkich, okrągłych plam, które rozszerzają się i zlewają z sobą. Pojedynczy owocnik może mieć średnicę do 12 cm i grubość 0,05–0,25 mm. Jest tak ściśle złączony z podłożem, że nie da się go od niego oddzielić. Powierzchnia gładka, czasami oprószona, w różnych odcieniach szarości, z prześwitującym brązowym hymenium. Obrzeża owocnika rozmyte, cieńsze, pod lupą widoczne są na nich pojedyncze strzępki
Cechy mikroskopowe;
System strzępkowy monomityczny. Strzępki o grubości 2–4  μm, cienkościenne lub grubościenne, z guzkowatymi przegrodami. Są rozgałęzione, na przegrodach występują sprzążki. Warstwa hymenium i subhymenium brązowawa, zbudowana z pseudoparenchymy. W hymenium liczne stożkowate cystydy o rozmiarach 20–50 × 6–11,5 μm. Ściany cystyd są grube i wysadzane bezbarwnymi kryształkami. Cystydy są równe z hymenium, lub wystają ponad nie do 20 μm.  Wstawki (parafizy o kształcie od wrzecionowatego do cylindrycznego. Podstawki z 4 sterygmami. Zarodniki bezbarwne, eliptyczne lub kiełbaskowate, gładkie, cienkościenne, o rozmiarach 5,25–8,75 × 2,62–30,5  μm. Są nieamyloidalne.

## Występowanie i siedlisko
Powłocznica cielista poza Antarktydą występuje na wszystkich kontynentach, także na wielu wyspach. W Polsce jest bardzo pospolita.
Saprotrof. Występuje w lasach liściastych i mieszanych, w zaroślach, parkach, na poboczach dróg. Rośnie na korze martwych drzew i krzewów liściastych i na ich opadłych gałęziach. Stwierdzono występowanie na takich gatunkach drzew i krzewów: klon jawor, kasztanowiec zwyczajny, olsza, leszczyna, jabłoń domowa, czeremcha, topola osika, śliwa tarnina, dąb szypułkowy, porzeczka, wierzba iwa, lilak, lipa, wiąz. Jest jednoroczna, rośnie od stycznia do października. W Polsce jest wszędzie pospolita.